# Charlottenburg
För andra betydelser, se Charlottenburg (olika betydelser).
Charlottenburg är en stadsdel i Berlin i Tyskland som ingår i stadsdelsområdet Charlottenburg-Wilmersdorf. Stadsdelen har 119 167 invånare (2011).
Charlottenburg grundades som stad 1705 och var sedan fram till 1920 en självständig stad precis väster om Berlin. När Charlottenburg och andra områden i oktober 1920 inkorporerades i Berlin skapades stadsdelsområdet Charlottenburg som i sin tur 2001 fusionerades med stadsdelsområdet Wilmersdorf. 2004 skedde en omorganisation av förvaltningen genom vilken det tidigare Charlottenburg delades upp i de tre stadsdelarna Westend, Charlottenburg-Nord och Charlottenburg. 2005 firade Charlottenburg 300 år. 
I Charlottenburg ligger Charlottenburgs slott samt även en järnvägsstation med namnet Charlottenburg som trafikeras av främst pendeltåg men även regionaltåg.

## Historia

### Residensstad

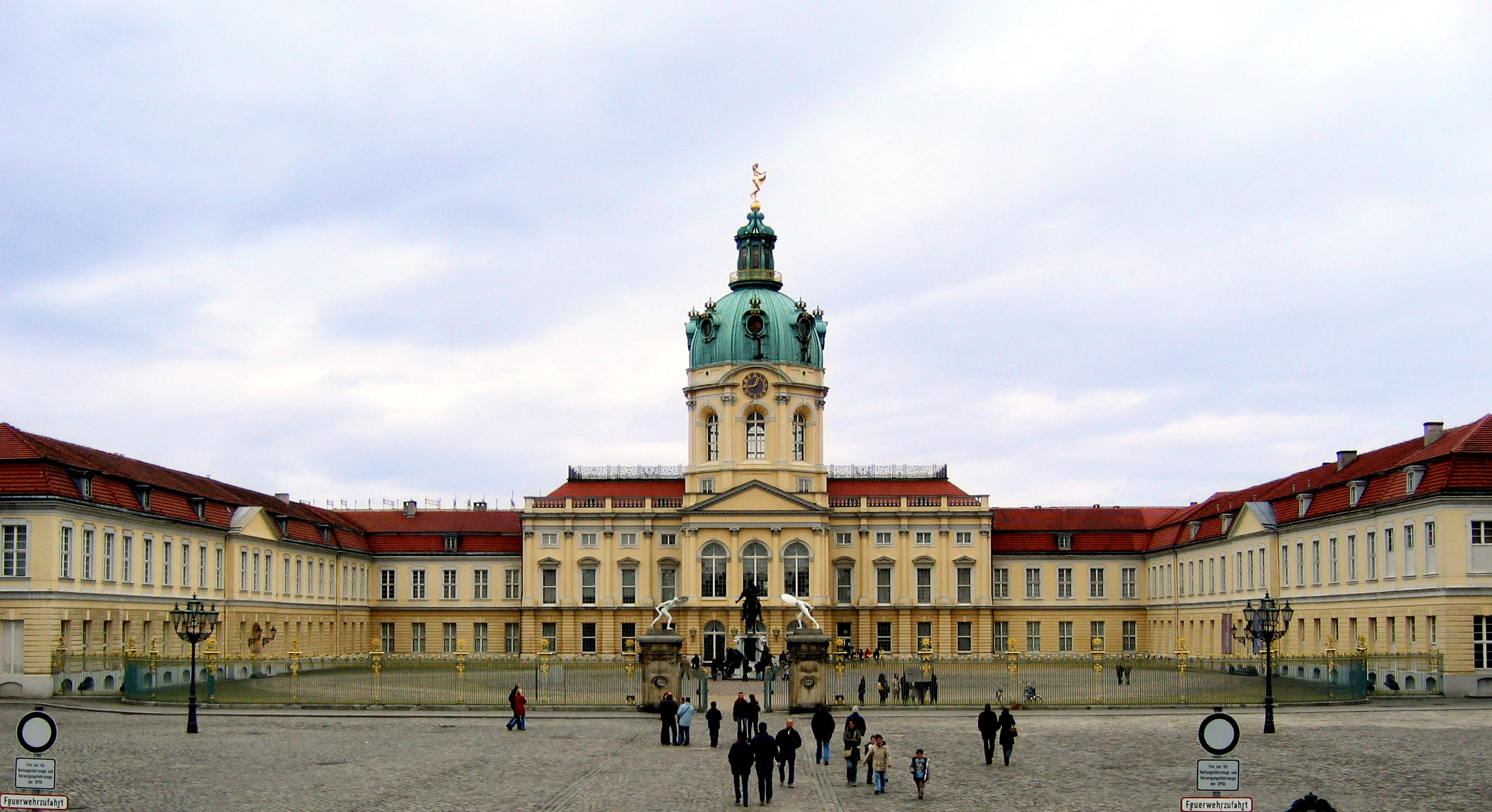
Charlottenburgs slott

Charlottenburgs slott byggdes under namnet Lietzenburg som sommarresidens för Preussens kurfurstar. Efter att Fredrik III av Brandenburg i januari 1701 hade krönts till kung under namnet Fredrik I av Preussen, byggdes slottet ut av Sophie Charlotte till en representativ anläggning. Efter hennes död 1705 döptes slottet om till Charlottenburg.
Efter slaget vid Jena-Auerstedt 1806 ockuperades Charlottenburg av franska styrkor under Napoleon under två år. Napoleon bodde på Charlottenburgs slott medan franska trupper byggde upp ett arméläger.

### Borgerlig storstad
Från 1860-talet blev Charlottenburg mer och mer populärt för välställda berlinarna. Bland annat lät Werner von Siemens bygga en villa 1862 på Berliner Strasse (idag Otto-Suhr-Allee). Westend blev en av Berlins villaförorter. Under 1870-talet etablerade sig Siemens och Schering i nordöstra delen av Charlottenburg, vilket skapade tillväxt. 1878–1884 byggdes Charlottenburgs tekniska högskola – dagens Technische Universität Berlin. Det ledande bryggeriet i Charlottenburg var Engelhardt vars verksamhet upphörde 1983. 
1893 blev Charlottenburg en storstad då man hade mer än 100 000 invånare. Området Neuer Westen kom att bli centrum för Berlins västra förstäder och blev en ny stadskärnebildning i Berlin, med ett rikt affärs- och kulturliv. Rathaus Charlottenburg byggdes för att möta den växande stadens behov. 1910 hade Charlottenburg vuxit till 306 000 invånare. I oktober 1920 blev Charlottenburg en del av Berlin, som det sjunde stadsdistriktet.

### Stadsdel i Berlin
För att råda bot på massarbetslösheten som följde efter första världskriget tog man upp förkrigsplanerna och gjorde om Lietzenseepark och Jungfernheide blev anlagd som en park för berlinarna ("Volkspark"). Projektet rörande en testbana för fordonsindustrin och tävlingsbana för motortävlingar hade startat redan före kriget men först 1921 kunde man färdigställa Avus. Under mellankrigstiden utvecklades Charlottenburg till plats för evenemang och mässor. För att möta framförallt bilindustrins behov av utställningshallar byggdes en utställningshall i det norra slutet av Avus. Stationen Messe Nord (1916–1944 Bahnhof Witzleben) stod 1916 klar för att klara kommunikationerna. Detta blev starten för utvecklingen mot Messe Berlin.

### Tredje riket
Under Tredje riket upplevde Charlottenburg stora projekt. Inför OS 1936 byggdes Berlins Olympiastadion som en del av Berlins olympiaområde med byggnader som Glockenturm, Langemarckhalle samt området Maifeld. Nazisterna och Hitlers arkitekt Albert Speer kom att påverka Werner March i skapandet av Olympiastadion. Inför OS 1936 skapades också Waldbühne och Deutschlandhalle. I Albert Speers planer för Welthauptstadt Germania spelade Charlottenburg en central roll. Här skulle den västliga axeln i Speers Ost-West-Achse dras genom Tiergarten och följa nuvarande Straße des 17. Juni, Ernst-Reuter-Platz, Theodor-Heuss-Platz, Heerstrasse och ut mot Stößenseebrücke. Axeln byggdes ut mot mellan Brandenburger Tor och Theodor-Heuss-Platz fram till 1939. I samband med byggandet särade man på Charlottenburger Tor för att få plats med vägen. Det fanns stora planer på stora offentliga byggnader längs med vägen men dessa realiserades aldrig. 

### City-West

Tidigare stadsvapen före sammanslagningen med Berlin

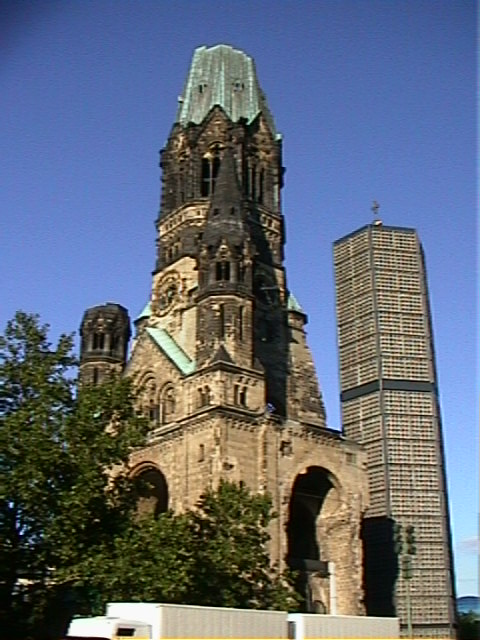
Kaiser-Wilhelm-Gedächtniskirche

Efter andra världskriget var framförallt den östliga delen av Charlottenburg starkt förstörd av bombanfall. Kaiser-Wilhelm-Gedächtniskirche ruin byggdes inte upp enligt de första planerna utan står kvar som ruin bredvid en nybyggd kyrka. Charlottenburg blev en del av den brittiska sektorn. Kalla kriget gjorde att området, Neuer Westen, runt Bahnhof Zoologischer Garten, Breitscheidplatz och Kurfürstendamm utvecklades till Västberlins nya centrum då Berlins historiska centrum befann sig i den sovjetiska östra sektorn. Återuppbyggnaden kännetecknas av flera höghus runt bland annat Ernst-Reuter-Platz.
Charlottenburg blev ett centrum för Västberlins 68-rörelse. 2 juni 1967 sköts Benno Ohnesorg till döds av en polisman vid Deutsche Oper Berlin i samband med studentdemonstrationer mot shahen av Irans besök. Mordet blev en utlösare av den heta fasen av 68-rörelsen i Västtyskland. Vid Stuttgarter Platz levde kollektivet Kommune 1.
Under 1970-talet slutade man med nybyggandet och riktade in sig mer på sanering och behållande av bostadsområden. Stadsbilden präglas av flera nybyggen efter andra världskriget med exempel i RBB-Fernsehzentrum vid Theodor-Heuss-Platz, det futuristiska ICC Berlin vid Funkturm som liknats vid ett rymdskepp. Samtidigt byggdes tunnelbanelinjen U7 ut mot Spandau fram till 1984. Vid Ernst-Reuter-Platz dominerar TU Berlins byggnader från 1960-talet, bland annat huvudbyggnaden och Telefunken-Hochhaus.

## Sevärdheter och Kultur

### Museer
- Charlottenburgs slott med Schlossgarten, Belvedere, Schinkel-Pavillon, Orangerie och Mausoleum
- Museum Berggruen
- Bröhan-Museum med Jugendstil, Art Deco och funktionalism
- Keramik-Museum Berlin
- Käthe-Kollwitz-Museum Berlin

### Kyrkor
- Kaiser-Wilhelm-Gedächtniskirche
- Luisenkirche
- Epiphanien-Kirche

### Offentliga byggnader

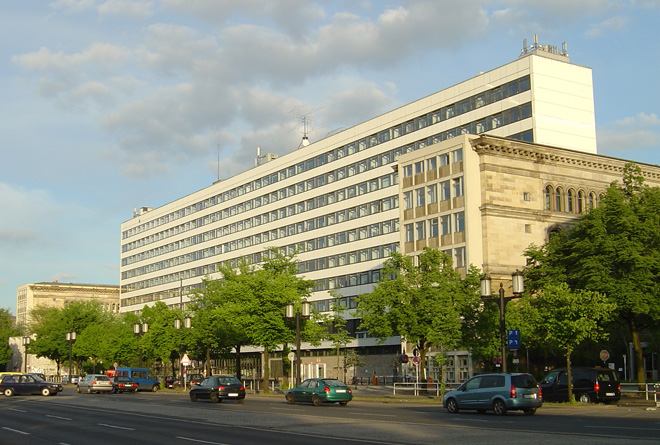
TU Berlins huvudbyggnad på Straße des 17. Juni.

- Rathaus Charlottenburg
- Technische Universität Berlin
- Ludwig-Erhardt-Haus
- Literaturhaus Berlin

### Teatrar m.m.
- Deutsche Oper Berlin
- Theater des Westens
- Schillertheater

### Övrigt
- Schlossbrücke
- Synagogan på Fasanenstrasse
- Zoofenster

## Gator och platser i Charlottenburg

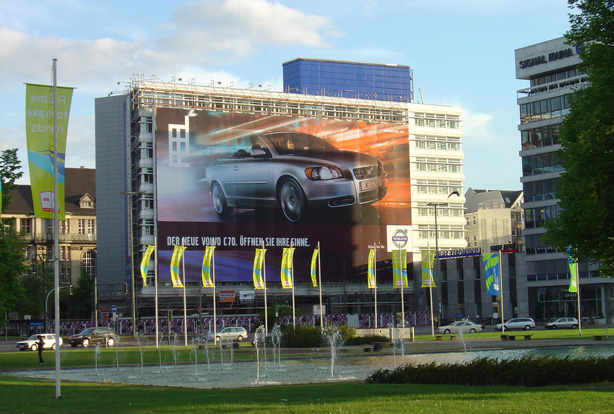
Ernst-Reuter-Platz.

### Platser
- Ernst-Reuter-Platz
- Savignyplatz
- Fasanenstrasse
- Stuttgarter Platz

### Gatustråk
- Kurfürstendamm
- Ost-West-Achse med Bismarckstrasse och Kaiserdamm
- Hardenbergstrasse
- Otto-Suhr-Allee
- Wilmersdorfer Strasse

## Idrott
- SC Charlottenburg